# کیم جونگ-ته
کیم جونگ-ته (انگلیسی: Kim Jung-tae؛ زادهٔ ۱۳ دسامبر ۱۹۷۲) بازیگر سینما، بازیگر، و بازیگر تلویزیون اهل کره جنوبی است. وی از سال ۱۹۹۹ میلادی تاکنون مشغول فعالیت بوده‌است.